# Nadrzewek kolonijny
Nadrzewek kolonijny (Nyctomys sumichrasti) – gatunek ssaka z podrodziny gałęziaków (Tylomyinae) w obrębie rodziny chomikowatych (Cricetidae), jedyny przedstawiciel rodzaju nadrzewek (Nyctomys), zamieszkujący niziny i niskie zadrzewione pasma górskie w Meksyku (od południowej części stanu Jalisco do południowych terenów stanu Veracruz i na południe aż do Panamy. Jest roślinożercą i prowadzi nocny tryb życia.

## Systematyka
Rodzaj i gatunek po raz pierwszy zgodnie z zasadami nazewnictwa binominalnego opisał w 1860 roku szwajcarski entomolog Henri de Saussure nadając im odpowiednio nazwy Nyctomys i Hesperomys (Nyctomys) sumichrasti. Holotyp pochodził z Uvero, 20 km na północny zachód od Santiago Tuxtla, w stanie Veracruz, w Meksyku.  
Rodzaj Nyctomys jest według obecnej systematyki monotypowy, a jego jedynym gatunkiem jest nadrzewek kolonijny. Należy do gryzoni z rodziny chomikowatych. Ostatnie badania filogenetyczne wykazały, że Nyctomys jest parafiletyczny. Populacje wyżynne różnią się genetycznie i morfometrycznie od populacji nizinnych. Niemniej jednak rodzaj jest obecnie poddawany rewizji taksonomicznejRecent phylogenetic studies have shown that Nyctomys is paraphyletic. Upland populations are genetically and morphometrically distinct from lowland populations. Nevertheless, the genus is currently under taxonomic revision.. 
Lokalne nazwy N. sumichrasti: ratón trepador, rata cosechadora de Sumichrasti oraz rata vespertina.
W obrębie gatunku wyodrębnia się 9 podgatunków:
- N. s. colimensis Laurie, 1953 – typowa lokalizacja: Juarez, Colima, Meksyk
- N. s. costaricensis E.A. Goldman, 1937 – typowa lokalizacja: San Geronimo de Pirris; wysokość 100 stóp
- N. s. decolorus (True, 1894) – typowa lokalizacja: San Geronimo de Pirris; wysokość 100 stóp
- N. s. florencei E.A. Goldman, 1937 – typowa lokalizacja: Barra de Santiago, Department Ahuachapan, Salwador; na poziomie morza
- N. s. nitellinus (Bangs, 1902) – typowa lokalizacja: Barra de Santiago, Department Ahuachapan, Salwador; na poziomie morza
- N. s. pallidulus E.A. Goldman, 1937 – typowa lokalizacja: Santo Domingo, 8 mil na zachód od Lagunas, Oaxaca, Meksyk; na poziomie 900 stóp
- N. s. salvini (Tomes, 1861) – typowa lokalizacja: Santo Domingo, 8 mil na zachód od Lagunas, Oaxaca, Meksyk; na poziomie 900 stóp
- N. s. sumichrasti (de Saussure, 1860) – typowa lokalizacja: Santo Domingo, 8 mil na zachód od Lagunas, Oaxaca, Meksyk; na poziomie 900 stóp
- N. s. venustulus E.A. Goldman, 1916 – typowa lokalizacja: Greytown, Nikaragua

### Etymologia
- Nyctomys: gr. νυξ nux, νυκτος nuktos „noc”; μυς mus, μυος muos „mysz”[17].
- Myoxomys: gr. μυοξος muoxos „koszatka”; μυς mus, μυος muos „mysz”[18].
- sumichrasti: Adrien Louis Jean François Sumichrast (1828–1882), szwajcarski przyrodnik terenowy, kolekcjoner, zamieszkały w Meksyku w latach 1855–1882[19].
- colimensis: Colima, stan Colima, Meksyk[20].
- costaricensis: Kostaryka[21].
- decolorus: łac. de „wśród, z”[22]; colorius „kolorowy”, od color, coloris „kolor”[23].
- florencei: Florence Van Vechten Dickey z domu Murphy (1885–1974), żona amerykańskiego zoologa Donalda Rydera Dickeya[9][24].
- nitellinus: nowołac. nitellinus „jak koszatka”[6].
- pallidulus: łac. pallidulus „nieco blady, bladawy”, od pallidus „blady”, od pallere „być bladym”; łac. przyrostek zdrabniający -ulus[25].
- salvini: Osbert Salvin (1835–1898), angielski ornitolog, kurator działu Ornitologii na University of Cambridge w latach 1874-1882, kolekcjoner[26].
- venustulus: łac. venustulus „czarujący, śliczny”, od venustus „piękny”, od venus „piękno, uroda”[27].

## Budowa ciała
Nadrzewek kolonijny jest gryzoniem średniej wielkości, pod względem morfologicznym bardzo podobnym do bliskiego krewnego nocouszka jukatańskiego (Otonyctomys hatti), ma jednak ciemniejszą sierść. Główne różnice między tymi dwoma gatunkami można zauważyć porównując anatomiczne wymiary czaszek. N. sumichrasti ma dużą głowę. Uszy są krótkie. Ogon jest długi, mocny (stanowi około 50% łącznej długości ciała) i pokryty sierścią. Na końcu ogona włosy są dłuższe, a bliżej podstawy krótsze. Ubarwienie części grzbietowej jest śniado-brązowe, przechodzące w pomarańczowe, a w części brzusznej – kremowe. Łapy są krótkie i szerokie, palce długie. Wibryssy ma długie. Wokół oczu obwódki z jaśniej wybarwionej sierści. Dymorfizm płciowy przejawia się w większej masie ciała samców. Wzór zębowy O. sumichrasti: {\displaystyle {\tfrac {1003}{1003}}}.
| Część ciała          | samiec przedział | samiec wymiar średni | samica przedział | samica wymiar średni |
| -------------------- | ---------------- | -------------------- | ---------------- | -------------------- |
| łączna długość ciała | 225–246 mm       | 118 mm               | 219–242 mm       | 230 mm               |
| tułów z głową        | 99–129 mm        | 100,6 mm             | 106–128 mm       | 118 mm               |
| ogon                 | 108–126 mm       | 115 mm               | 102–124 mm       | 113 mm               |
| tylne łapy           | 21–23 mm         | 22 mm                | 20–23 mm         | 22 mm                |
| uszy                 | 15–18 mm         | 17 mm                | 15–18 mm         | 17 mm                |
| masa ciała           | 39,3–61,3 g      | 48,5 g               | 38,2–53,9 g      | 44,9 g               |

## Tryb życia
Osobniki schwytane przez naukowców prowadziły nocny tryb życia i mieszkały na drzewach. 

### Cykl życiowy
Samica może rodzić zarówno w porze suchej, jak i deszczowej. Po ciąży trwającej 30–38 dni, rodzi się zwykle 1–3 młodych (średnio 2). Są ślepe, z częścią grzbietową pokrytą sierścią. Ich masa ciała wynosi około 4,7 g. Po około 2 tygodniach młode zaczynają samodzielnie się wspinać. Oczy otwierają po 15–18 dniach. Opieka matki kończy się mniej więcej w tym samym czasie i młode opuszczają gniazdo. Dojrzałość płciową uzyskują po około 75 dniach. Zoolodzy określili długość życia osobnika hodowanego w niewoli na 5 lat i 2 miesiące. 

## Rozmieszczenie geograficzne
Nadrzewek kolonijny jest gatunkiem endemicznym zamieszkującym wyłącznie tereny nizinne i niskie zadrzewione pasma górskie w Meksyku: od południowej części stanu Jalisco do południowych terenów stanu Veracruz – z wyłączeniem półwyspu Jukatan i na południe aż do Panamy.
Zasięg występowania w zależności od podgatunku:
- N. sumichrasti sumichrasti – południowo-wschodni Meksyk (południowe Veracruz, zachodnie Tabasco i skrajnie północna Oaxaca).
- N. sumichrasti colimensis – południowo-zachodni Meksyk (południowe Jalisco, Colima, południowy Michoacán i południowe Guerrero).
- N. sumichrasti costaricensis – zachodnia Kostaryka.
- N. sumichrasti decolorus – skrajnie wschodnia Gwatemala, południowe Belize i północno-zachodni Honduras.
- N. sumichrasti florencei – skrajnie południowo-wschodnia Gwatemala, Salwador, południowy Honduras i północno-zachodnia Nikaragua.
- N. sumichrasti nitellinus – wschodnia Kostaryka i Panama.
- N. sumichrasti pallidulus – południowo-wschodni Meksyk (południowa Oaxaca i zachodnie Chiapas).
- N. sumichrasti salvini – południowo-wschodni Meksyk (wschodnie Chiapas) oraz środkowa i południowa Gwatemala.
- N. sumichrasti venustulus – południowa i południowo-wschodnia Nikaragua oraz północno-wschodnia Kostaryka.

## Ekologia
Nadrzewek kolonijny żywi się owocami i nasionami. Chętnie zjada owoce śliwca purpurowego, Jacquinia pungens, Cordia diversifolia z rodziny ogórecznikowatych, Cresentia alata, Terminalia catappa, Psychotria gracilis. Naukowcy odnotowali spożywanie przez N. sumichrasti 
liści Daphnopsis americana, które zawierają kilka trujących związków. Zwierzęta zjadały jednak tylko boczne części i końcówkę młodych liści, unikając części środkowej. Sporadycznie N. sumichrasti żywią się także owadami.